# Malcolmia malcolmioides
Malcolmia malcolmioides là một loài thực vật có hoa trong họ Cải. Loài này được (Coss. & Durieu) Greuter & Burdet mô tả khoa học đầu tiên năm 1983.